# Alekséi Vasíliev
Alekséi Mijáilovich Vasíliev (nacido el 26 de abril de 1939 en Leningrado) es un científico, arabista y africanista soviético y ruso. Doctor en Ciencias Históricas (desde 1981), Profesor (desde 1991), Académico de la Academia de Ciencias de Rusia (ACR) (desde 2011).
Presidente honorario del Instituto de Estudios Africanos de la ACR (desde 2015). Jefe del Departamento de Estudios Africanos y Estudios Árabes de la Universidad Rusa de la Amistad de los Pueblos (URAP) (desde 2013). Director del Instituto de Estudios Africanos de la ACR (1992-2015). Representante Especial del Presidente de Rusia para las Relaciones con los jefes de estados africanos (20 de febrero de 2006 - 20 de marzo de 2011). Presidente del Centro de Estudios de Civilizaciones y Regiones de la ACR. Miembro del Consejo Científico dependiente del Consejo de Seguridad de la Federación de Rusia. Miembro del Consejo Científico de expertos dependiente del Presidente del Consejo de la Federación de la Asamblea Federal de la Federación de Rusia. Miembro del Consejo de Política Exterior del Ministerio de Asuntos Exteriores de Rusia. Miembro del Consejo Científico del Consejo Ruso de Asuntos Internacionales. Presidente del Consejo Científico de la ACR sobre los problemas de desarrollo económico, sociopolítico y cultural de los países africanos. Redactor jefe de la revista "Asia y Africa Hoy" (desde 1998). Miembro del Consejo Editorial de la revista internacional Social Evolution & History. Miembro del Comité Ruso Pugwash, dependiente del Presidium de la ACR.

## Biografía
En 1956 ingresó en el Instituto Estatal de Relaciones Internacionales de Moscú del Ministerio de Asuntos Exteriores de la URSS. Realizó prácticas en la Universidad de El Cairo (1960-1961). En 1962 se graduó del Departamento Oriental de la Facultad de Relaciones Internacionales del MGIMO. De 1962 a 1967, fue asistente de Viktor Vasilyevich Mayevsky (1921-1976), analista político del periódico "Pravda".
En 1966, realizó el curso de posgrado por correspondencia en el Instituto de Estudios Orientales de la Academia de Ciencias de la URSS y defendió su tesis doctoral con el tema "El wahabismo y el primer Estado Saudí en Arabia (siglo XVIII)".
En 1967, fue enviado a Vietnam como propio corresponsal de "guerra" de "Pravda". Tras permanecer en este puesto, en 1969-71 formó parte de la redacción, viajando repetidamente para cubrir los acontecimientos en los "puntos calientes".
De 1971 a 1975, fue corresponsal de "Pravda" en Ankara para la región de Turquía, Irán, Afganistán, Arabia y Siria, y cubrió la guerra árabe-israelí de 1973. De 1975 a 1979, fue corresponsal de "Pravda" en Egipto, Sudán, Libia, Yemen y Etiopía.
De 1979 a 1983 fue el analista en el Departamento de Problemas Internacionales del periódico "Pravda".
En 1981, defendió su tesis doctoral "Evolución de la estructura sociopolítica de Arabia Saudí 1745-1973" en el Instituto de Estudios Orientales.
Desde 1983 - Director Adjunto del Instituto de Estudios Africanos de la Academia de Ciencias de la URSS, en 1992-2015 - Director del Instituto de Estudios Africanos de la ACR, desde 2015 - Presidente Honorario de la Institución Presupuestaria Estatal Federal de Ciencia "Instituto de Estudios Africanos de la ACR".
Desde 2003 - Jefe del Departamento de Estudios Africanos y Estudios Árabes de la URAP.
Esposa - Galina Serguéyevna (apellido de soltera Liubushkina); hijas Anastasia y Ekaterina, tres nietas.

## Actividad científica
Los intereses de investigación de A. Vasíliev incluyen cuestiones fundamentales de la historia sociopolítica de los países árabes en los tiempos nuevos y modernos, las relaciones internacionales de Oriente Próximo y Oriente Medio, incluidas las relaciones con Rusia, el papel de la religión en la lucha política, los cambios sociales en Oriente Próximo y Oriente Medio, los factores etnopsicológicos en la vida pública de la región, así como los problemas del extremismo islámico y el terrorismo.
Fue el primero en la Unión Soviética en estudiar el fenómeno del "wahabismo", teniendo en cuenta tanto las obras de su fundador Muhammad ibn Abdul Wahhab como las de sus predecesores. La principal obra de A. Vasíliev es "La historia de Arabia Saudí", que ha sido objeto de varias ediciones revisadas y completadas en ruso, árabe e inglés. Por primera vez en la ciencia mundial, el autor llevó a cabo un estudio de la historia socioeconómica y política de este país a lo largo de un periodo de dos siglos y medio, utilizando fuentes en árabe, turco, inglés, francés, italiano, alemán y ruso, incluidos materiales de archivos rusos y soviéticos. Alekséi Vasíliev también ha publicado dos obras bibliográficas sobre Arabia Saudí, las únicas en Rusia. Su última obra, "Rey Faisal. Personalidad. Era. Fe" estaba dedicada al papel de la personalidad en la vida y la política a partir del ejemplo del Reino de Arabia Saudí, el peso significativo de la religión y la espiritualidad en la formación de la trayectoria política.
Alekséi Mijáilovich desarrolló la teoría de la reforma musulmana durante la crisis del feudalismo árabe-otomano y estudió las peculiaridades de la sociedad precapitalista de Oriente Medio y las particularidades del desarrollo de las relaciones de mercado tanto en los países con elevados ingresos petroleros como en otros estados árabes, teniendo en cuenta los cambios en su estructura sociopolítica. Además, en coautoría con V. Y. Kukushkin y A. A. Tkachenko, Vasíliev realizó un análisis comparativo del proceso de privatización en Rusia y los Estados de Asia Central y los países árabes.
Los intereses científicos de Alekséi Vasíliev no se limitaron por Oriente Próximo y Oriente Medio. Fue pionero en el análisis de una serie de problemas socioeconómicos de África, incluida el África subsahariana, especialmente en la evaluación de la sociedad africana como una sociedad "multidimensional", patronal-clientelar, que combina elementos tradicionales patriarcales con otros modernos (monografías "África - la hijastra de la globalización" y "África y los retos del siglo XXI").
Entre los trabajos de Alekséi Vasíliev ocupa un lugar especial su monografía "Rusia en Oriente Próximo y Oriente Medio: del mesianismo al pragmatismo", publicada también en árabe e inglés. En ella se examina la evolución de las relaciones de Rusia con los estados de la región desde 1917 hasta 1991 desde el punto de vista de las posibilidades y resultados de políticas concretas. El segundo volumen de la obra, "Los límites del pragmatismo", se publicará próximamente.
Varias trabajos de A. Vasíliev tratan del factor "petróleo" en las relaciones internacionales de la región.
Entre sus primeros publicaciones figura el libro de reportajes "Misiles sobre la flor de loto. Vietnam en los días de la guerra", resultado de su estancia de dos años en Vietnam como corresponsal de "Pravda". En los últimos años, se ha centrado en las convulsiones revolucionarias del mundo árabe y en el papel del extremismo religioso y las raíces históricas del terrorismo. Junto con N. Petrov, fue uno de los compiladores y autores del libro "Recetas de la primavera árabe".
Durante casi 25 años, A. M. Vasíliev dirigió el Instituto de Estudios Africanos de la ACR. Al mismo tiempo, supervisó la actividad del Centro de Problemas Civilizacionales y Regionales, dirigió la preparación de las publicaciones "Historia de los países africanos", "Historia de las religiones en África" y publicaciones monográficas y de referencia sobre los países africanos.
Alekséi Vasíliev fue el editor ejecutivo de unas 50 monografías, entre ellas la "Enciclopedia de África" en dos volúmenes.
Alekséi Vasíliev fue representante personal del Presidente de la Federación Rusa para las relaciones con los jefes de estados africanos y participó en la delegación rusa en las cumbres del G8, y fue miembro de las delegaciones rusas al más alto nivel del Presidente Mijaíl Gorbachov, el presidente Dmitri Medvédev, el presidente del Consejo de Ministros Chernomyrdin V. S. Chernomyrdin. Participa constantemente en foros internacionales, incluidos los organizados por la UNESCO. Es miembro del Comité Ruso Pugwash.

## Premios y títulos
- Orden de Honor (2009)[7]
- Orden de la Amistad por su gran contribución al desarrollo y fortalecimiento de las relaciones entre la Federación Rusa y los estados africanos [8]
- Título honorífico de "Honrado Trabajador de Ciencia y Tecnología de la Federación Rusa"[9]
- Premio E. V. Tarle de la ACR (2003) por una serie de publicaciones sobre la historia sociopolítica de los estados de Oriente Próximo y Oriente Medio

## Trabajos principales
- Нефть: монополии и народы. — М.: 1964.
  - Монополии и народы. (на болг. языке). София: 1965.
- Пуритане ислама? Ваххабизм и первое государство Саудидов в Аравии, (1744/45-1818). — М.: 1967.
- Ракеты над цветком лотоса: Вьетнам в дни войны. — M.: 1970.
- Путешествие в «Арабиа Феликс». — М.: 1974.
- Факелы Персидского залива. — М.: 1976.
  - Факелы Персидского залива. (на фарси). — Тегеран, 1358.
- Трудный перевал. — М., 1977.
- Мост через Босфор. — М., 1979.
  - Мост через Босфор. — 2-е изд., перераб. и доп. — М.: 1989.
- Нефть залива и арабская проблема. (на араб. языке). — Каир:. 1979.
- История Саудовской Аравии (1745—1973). — М.: 1982.
  - История Саудовской Аравии — [Изд. испр. и доп.] (на араб. языке). — М.: 1986.
- Библиография Саудовской Аравии. — М.: 1983.
- Персидский залив в эпицентре бури. — М., 1983.
  - Персидский залив в эпицентре бури. (на арм. языке) — Ереван: 1986.
- Персидский залив под прицелом Пентагона. (на араб. языке). — М.: 1984.
- Египет и египтяне. — М., 1986.
  - Египет и египтяне. (на араб. языке) — М., 1989.
  - Египет и египтяне. (на латыш. языке). — Рига: 1990.
  - Египет и египтяне. (на эст. языке). — Таллинн: 1992.
  - Египет и египтяне. — 2-е изд., испр. и доп. (на араб. языке) — Бейрут: 1994.
  - Египет и египтяне. — 3-е изд., перераб. и доп. — М.: 2008.
- Корни тамариска. — М., 1987.
- Россия на Ближнем и Среднем Востоке: от мессианства к прагматизму. — М., 1993.
  - Russian Policy in the Middle East: From Messianism to Pragmatism. — Reading: 1993.
  - Россия на Ближнем и Среднем Востоке: от мессианства к прагматизму. (на араб. языке). — Каир: 1996.
- История Саудовской Аравии от середины XVIII в. до конца XX в. — М., 1994.
  - История Саудовской Аравии от середины XVIII в. до конца XX в. (на араб. языке). — Бейрут: 1995.
  - The History оf Saudi Arabia. — London: 1998.
  - История Саудовской Аравии (1745 — конец XX в.). — М., 1999.
- Аннотированная библиография Саудовской Аравии (Публикации на русском языке). — М., 2000.
- Иракская агрессия против Кувейте. в зеркале российской прессы (август 1990 — апрель 1991). — М., 2000.
- Приватизация: Сравнительный анализ: Россия, Центральная Азия, арабские страны (в соавторстве с Кукушкиным В. Ю., Ткаченко А. А.). — М.: 2002.
- Африка — падчерица глобализации. — М., 2003.
- Ближневосточный конфликт: состояние и пути урегулирования (в соавторстве с Ткаченко А. А. и др.). — М.: 2007
- Король Фейсал. Личность. Эпоха. Вера. — М., 2010. ISBN 978-5-02-036408-0
  - Король Фейсал. Личность. Эпоха. Вера. (на араб. языке). — Бейрут, 2012. ISBN 978-1-85516-862-6
  - King Faisal of Saudi Arabia. Personality, Faith and Times. — London, 2012. ISBN 978-0-86356-689-9
- Рецепты арабской весны. — М.: Алгоритм, 2012. ISBN 978-5-4438-0148-3
- Африка и вызовы XXI в. — М., 2012. ISBN 978-5-02-036501-8
- Исламские радикальные движения на политической карте современного мира. Вып. 2. Северный и Южный Кавказ (в соавт.). — М., 2017. ISBN 978-5-7164-0719-0
- Исламистские движения на политической карте современного мира. Вып. 3. Афроазиатская зона нестабильности (в соавт.). — М., 2018. ISBN 978-5-91298-219-4
- От Ленина до Путина. Россия на Ближнем и Среднем Востоке. — М., 2018. ISBN 978-5-227-07511-6
  - Russian Middle East Policy. From Lenin to Putin. — London, 2018. ISBN 978-1-138-56360-5 (hard cover). ISBN 978-1-315-12182-6 (e-book)

## Traducciones de obras
- من لينين إلى بوتين. روسيا في الشرق الأوسط والشرق الأدنى | فاسيليف أليكسي [Пер. на араб. М. Н. Эльгебали — Каир: Издательство «Российские новости», 2018. — 746 с.

## Enclaces externos
- Perfil de Alekséi Vasíliev en la web oficial del ACR.
- Artículo en el catálogo de la RIAC.
- Índice bibliográfico de los trabajos

| Predecesor: Anatoli Gromiko | Director del Instituto de Estudios Africanos de la ACR 1992—2015 | Sucesor: Irina Abrámova |

| Predecesor: Vladímir Turajev | Redactor jefe de la revista "Asia y África Hoy" 1998 – | Sucesor: – |

- Datos: Q4104509
- Multimedia: Alexey Vasilyev (scientist) / Q4104509